# Хаџибегова кућа
Хаџибегова кућа позната и као кућа Љубовић Хасанбега је национални споменик Босне и Херцеговине. Саграђена је у Зворнику у Републици Српској у првој половини 19. века.

## Локација добра
Хаџибегова кућа налази се у улици Филипа Кљајића број 214 у зворничком насељу Хрид. Не постоје прецизни подаци о настанку куће. Завод за заштиту и коришћење културно-историјског и природног наслеђа Тузланског кантона проценио је да кућа датира из прве половине 18. века. Међутим, према изгледу и коришћеном материјалу за изградњу вероватније је да је кућа саграђена почетком 19. века.

## Опис добра
Породична кућа саграђена је на стрмом терену на плацу на којем се поред куће налазе помоћни објекти, башта и воћњак. Правоугаоне је основе и представља примерак спратна кућа с препустом. Улази у кућу налази се са јужне стране. У приземљу куће налази се четири просторије од којих се две намењене за оставу а остале за кухињу и трпезарију. Дебљина зидова у приземљу креће се од 66 до 91 центиметара. На спрат куће води дрвено степениште. На горњој етажи налазе се четири собе намењене за спавање, а просторије са источне стране имале су хамам (купатило).
Приликом изградње куће коришћени су природни материјали. Темељ и зидови изграђени су од ломљеног камена и ћерпича, а међуспратина конструкција од дрвета. Кров је био од дрвене конструкције покривен бибер црепом. Због неодржавања, скоро цео кров се урушио.
Са западне стране куће налази се шљивњак а иза је стрма шумовита падина кроз коју пролази мањи шумски пут који води до Старог града Зворник.

## Заштита добра
Године 1991. Завод за заштиту и коришћење културно-историјског и природног наслеђа Тузле је у свом елаборату „Културно-историјско и природно насљеђе општине Зворник“ уврстио Хаџибегову кућу у регистар објеката III категорије са потенцијалном културно-историјском вредношћу. У 2011. години утврђена су знатна оштећења на кући која се делимично урушила. Комисија за очување националних споменика Босне и Херцеговине, прогласила је септембра 2011. године Хаџибегову кућу за национални споменик.